# Poyales del Hoyo
Poyales del Hoyo és un municipi de la província d'Àvila, a la comunitat autònoma de Castella i Lleó. És un petit enclavament Candeleda i Arenas de San Pedro.